# Оспанов, Рафаиль Рустемович
Рафаиль Рустемович Оспанов (каз. Рафаиль Рүстемұлы Оспанов; род. 5 ноября 1997, Атырау) — казахстанский футболист, полузащитник клуба «Шахтёр».

## Карьера
Футбольную карьеру начал в 2019 году в составе клуба «Атырау». 27 апреля 2019 года в матче против талдыкорганского «Жетысу» дебютировал в казахстанской Премьер-лиге. 4 апреля 2021 года в матче против клуба «Актобе» (1:3) забил свой дебютный мяч в казахстанской Премьер-лиге.

## Достижения
«Атырау»
- Финалист Кубка Казахстана: 2019
- Победитель Первой лиги: 2020

## Клубная статистика
| Клуб             | Сезон            | Лига | Лига | Кубки | Кубки | Еврокубки | Еврокубки | Итого | Итого |
| Клуб             | Сезон            | Игры | Голы | Игры  | Голы  | Игры      | Голы      | Игры  | Голы  |
| ---------------- | ---------------- | ---- | ---- | ----- | ----- | --------- | --------- | ----- | ----- |
| Атырау           | 2016             | 0    | 0    | —     | —     | —         | —         | 0     | 0     |
| Атырау           | 2018             | 0    | 0    | —     | —     | —         | —         | 0     | 0     |
| Атырау           | 2019             | 23   | 0    | 5     | 0     | —         | —         | 28    | 0     |
| Атырау           | 2020             | 10   | 2    | —     | —     | —         | —         | 10    | 2     |
| Атырау           | 2021             | 20   | 1    | 3     | 0     | —         | —         | 23    | 1     |
| Атырау           | Итого            | 53   | 3    | 8     | 0     | —         | —         | 61    | 3     |
| → Атырау М       | 2016             | 23   | 5    | —     | —     | —         | —         | 23    | 5     |
| → Атырау М       | 2017             | 27   | 4    | —     | —     | —         | —         | 27    | 4     |
| → Атырау М       | 2018             | 20   | 7    | —     | —     | —         | —         | 20    | 7     |
| → Атырау М       | 2021             | 1    | 2    | —     | —     | —         | —         | 1     | 2     |
| → Атырау М       | Итого            | 71   | 18   | —     | —     | —         | —         | 71    | 18    |
| Аксу             | 2022             | 5    | 0    | —     | —     | —         | —         | 5     | 0     |
| Аксу             | Итого            | 5    | 0    | —     | —     | —         | —         | 5     | 0     |
| Кызыл-Жар        | 2022             | 5    | 1    | 5     | 0     | 0         | 0         | 10    | 1     |
| Кызыл-Жар        | 2023             | 15   | 1    | 4     | 0     | —         | —         | 19    | 1     |
| Кызыл-Жар        | 2024             | 16   | 2    | 3     | 0     | —         | —         | 19    | 2     |
| Кызыл-Жар        | Итого            | 36   | 4    | 12    | 0     | —         | —         | 48    | 4     |
| → Кызыл-Жар М    | 2022             | 4    | 2    | —     | —     | —         | —         | 4     | 2     |
| → Кызыл-Жар М    | 2023             | 1    | 0    | —     | —     | —         | —         | 1     | 0     |
| → Кызыл-Жар М    | Итого            | 5    | 2    | —     | —     | —         | —         | 5     | 2     |
| Всего за карьеру | Всего за карьеру | 170  | 27   | 20    | 0     | 0         | 0         | 190   | 27    |